# Buddhismus in Thailand

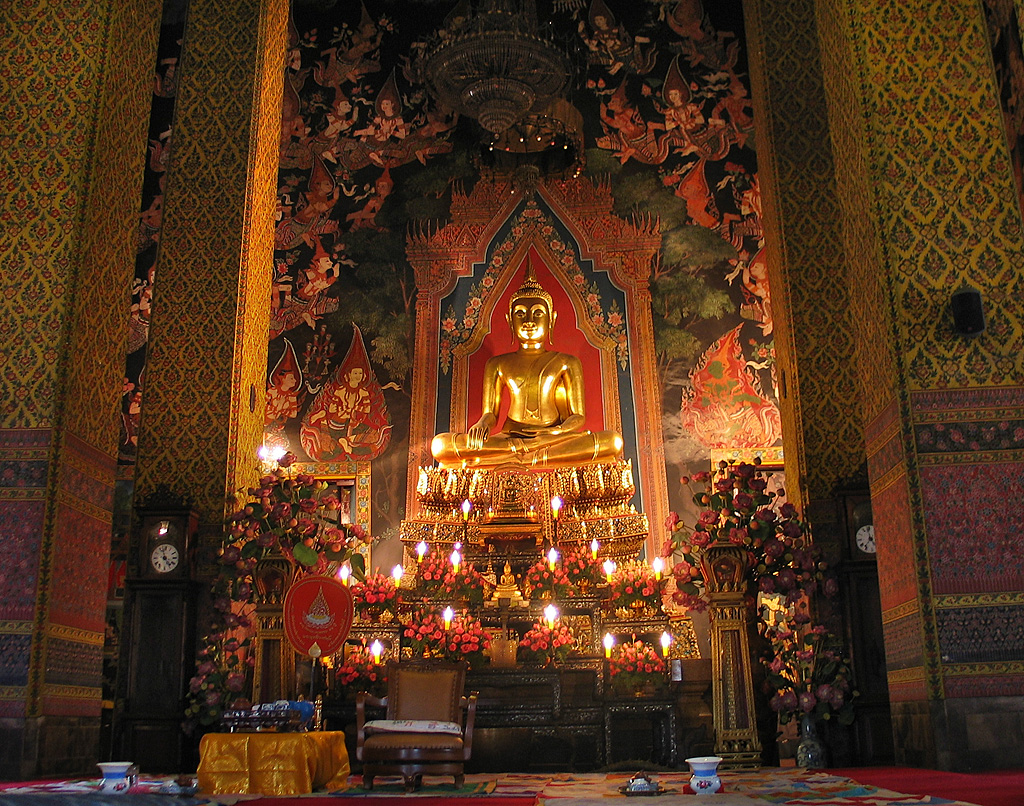
Buddha-Statue im Wat Chakkrawat, Bangkok

 Buddhismus in Thailand  ist im Wesentlichen von der Theravada-Schule beeinflusst und macht Thailand zu einem der wenigen Länder, in denen der Buddhismus floriert. 94,6 Prozent der thailändischen Bevölkerung sind Buddhisten, wobei dieser Buddhismus Elemente der Volksreligion wie die Ahnenverehrung und die chinesische Religion des großen chinesischstämmigen Bevölkerungsanteils übernommen hat. Die buddhistischen Tempel (Wat) Thailands weisen als Merkmale hohe, manchmal goldene Chedis auf, die buddhistische Architektur Thailands ähnelt der anderer südostasiatischer Länder, besonders Kambodschas und Laos’, die mit Thailand ein gemeinsames kulturelles und historisches Erbe verbindet.

## Traditionslinien des thailändischen Buddhismus
Drei Hauptquellen haben die Entwicklung des Buddhismus in Thailand beeinflusst. Wichtigste Quelle ist der aus Nordindien (bzw. Sri Lanka) stammende Theravada-Buddhismus, mit teilweise erheblichen lokalen oder regionalen Abwandlungen. Pāli ist die traditionelle Sakralsprache in Thailand. Die heiligen Schriften sind in Pāli abgefasst, entweder in der modernen Thai-Schrift, der älteren Khom- oder der Tham-Schrift. Pāli ist auch die „liturgische Sprache“ in den Zeremonien, obwohl die meisten Thai diese alte mittelindische Sprache nur rudimentär verstehen. Der Pali-Kanon bzw. das „Tipitaka“ (Thai: พระไตรปิฎก, gesprochen: [pʰrá tʰrai-pì-dòk]) ist der religiöse Haupttext Thailands, allerdings wurden auch zahlreiche zusammenfassende Textsammlungen jeweils regional spezifischer Lehren im Tipitaka erstellt. Die thailändische Interpretation der theravadischen Mönchs- und Nonnenregel (Vinaya bzw. Patimokkha, Thai: ปาติโมกข์) erschwert die aktuellen Bestrebungen, die Bhikkhuni- bzw. Nonnen-Tradition (Thai: ภิกษุณี) in Thailand zu beleben.
Eine weitere Quelle des thailändischen Buddhismus bildet der ebenfalls aus Indien (bzw. Kambodscha) stammende Brahmanismus, der sich besonders während der Sukhothai-Epoche verbreitet hatte. Der vedische Brahmanismus spielte eine wichtige Rolle im frühen Thai-Königtum wie auch in Kambodscha, trug zur Fundierung von Recht und Ordnung in der Thai-Gesellschaft bei und beeinflusste die Entwicklung des Buddhismus in Thailand. Bestimmte Rituale, die Mönche in Thailand vollziehen, dürften ursprünglich brahmanisch oder aus der brahmanischen Praxis abgeleitet sein. Obwohl der Brahmanismus während der Chakri-Dynastie ab dem 18. Jahrhundert weitgehend aus der thailändischen Öffentlichkeit verschwand, lebten brahmanische Elemente – besonders in Gestalt von Brahma-Schreinen (z. B. Erawan-Schrein) – in buddhistischen Einrichtungen und Zeremonien fort.
Die Volksreligion, die den Zorn zahlreicher Lokalgeister Phi (thailändisch ผี) zu besänftigen und ihre Gunst zu erwerben sucht, ist die dritte Quelle der thailändischen Spiritualität. Während westliche Beobachter sowie städtische und westlich erzogene Thai häufig eine Trennlinie zwischen dem Thai-Buddhismus und der Praxis der Volksreligion ziehen, erscheint eine solche Unterscheidung für ländliche Regionen problematisch. Die der Befolgung der buddhistischen Tugendregeln und Rituale zugeschriebene spirituelle Macht setzt man dort zum Beschwichtigen lokaler Naturgeister ein. Zahlreiche Beschränkungen, denen sich buddhistische Mönche auf dem Land unterwerfen, entstammen nicht dem orthodoxen Vinaya (das heißt den Ordensregeln), sondern den Tabus der praktizierten Volksmagie. Astrologie, Numerologie sowie Talismane und Glücksbringer spielen eine bedeutende Rolle im Brauchtum. Ein Beispiel stellen die kleinen Geisterhäuschen (Thai: ศาลพระภูมิ) dar, die neben einem neu errichteten Gebäude platziert werden und deren Bewohnern durch Lebensmittelopfer Respekt gezollt wird.

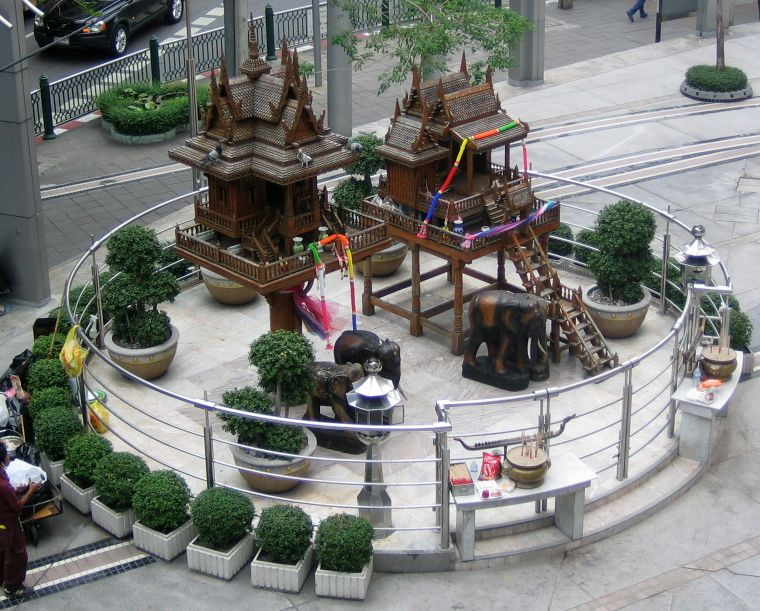
Geisterhäuschen eines großen Warenhauses in Bangkok

Der ehemals starke Einfluss des Mahayana-Buddhismus auf den Buddhismus in Thailand ist stark zurückgegangen. Gleichwohl zeigen Darstellungen des Bodhisattva Lokesvara in der religiösen Kunst und der Glaube, der thailändische König selbst sei ein Bodhisattva, den fortdauernden Einfluss von Mahayana-Vorstellungen auf die thailändische Gesellschaft. Die einzige weitere Bodhisattvagestalt, der in Thailand größere Bedeutung beigemessen wird, ist der „Buddha der Zukunft“ Maitreya. Gelegentlich beten die Thai um ihre Wiedergeburt während der Zeit Maitreyas oder widmen ihre religiösen Praktiken diesem Zweck. Ein jüngerer Einfluss des Mahayana auf die thailändische Gesellschaft geht von überseechinesischen Einwanderern aus. Während einige Chinesen zum Theravada-Buddhismus „konvertierten“, behielten andere ihre Tempel im Stil des ostasiatischen Mahayana-Buddhismus bei. Die wachsende Popularität der Bodhisattva (Göttin) Kuan Yin in Thailand (einer Erscheinungsform des Avalokitesvara) lässt sich dem Einfluss chinesischer Mahayana-Anhänger in Thailand zuschreiben.

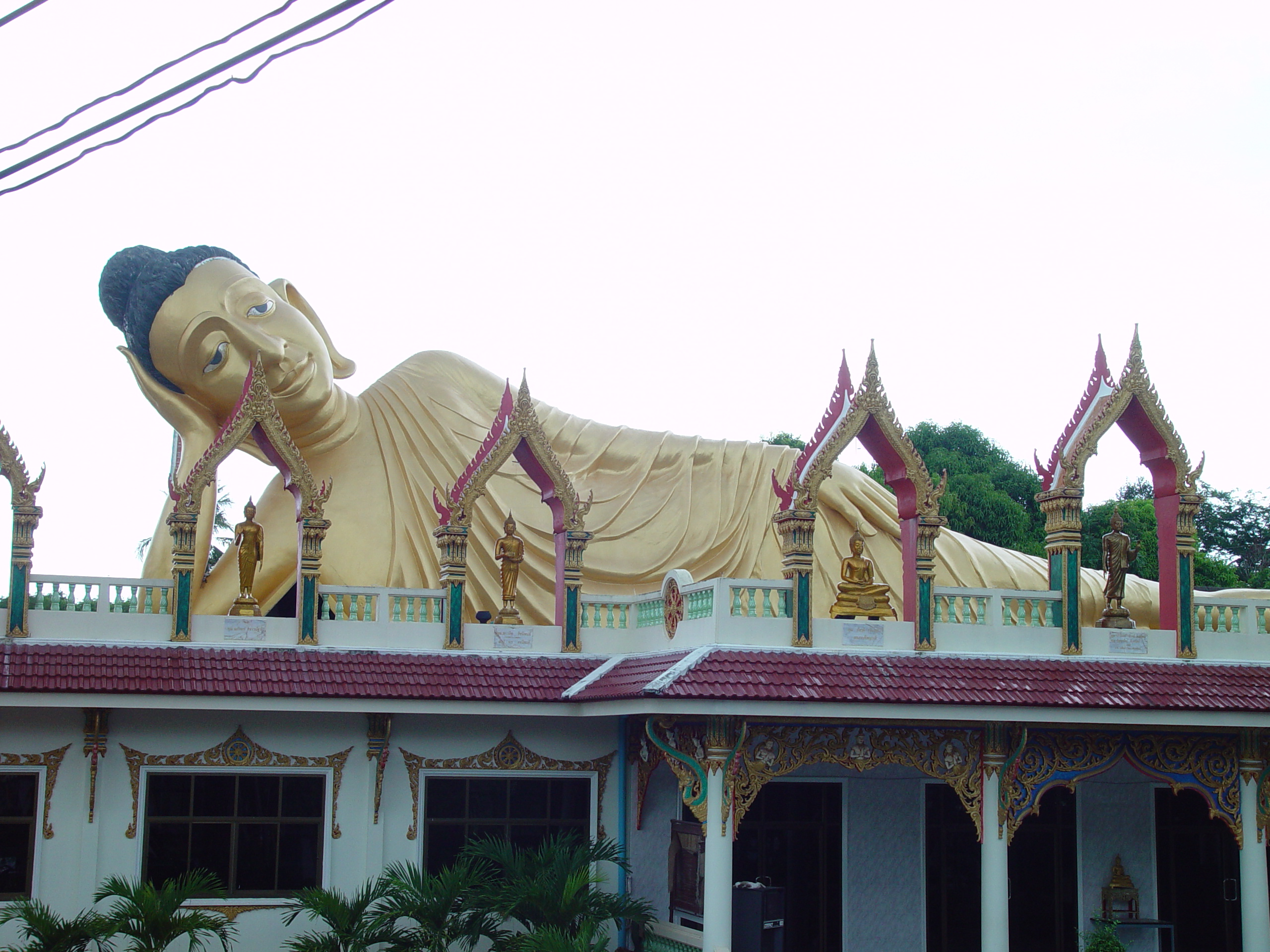
Liegender Buddha in einem Tempel in Phuket, Thailand

## Mönchtum in Thailand
Wie in den meisten Theravada-Ländern zeigt sich der Buddhismus in Thailand hauptsächlich in der Präsenz buddhistischer Mönche, die an Zeremonien mitwirken und für die Bewahrung und die Vermittlung der Lehre Buddhas verantwortlich sind.
Bis Ende des 20. Jahrhunderts begannen die meisten thailändischen Mönche ihre Laufbahn mit dem Dienst als Dek wat (Thai: เด็กวัด, wörtlich „Tempelkind“). Ein Dek wat ist traditionell nicht jünger als acht Jahre und verrichtet niedere Hausarbeiten am Tempel. Die Hauptmotivation für die Dek wat-Praxis ist, eine grundlegende Ausbildung zu erhalten, besonders im Lesen und Schreiben sowie dem Memorieren der heiligen Texte, die bei rituellen Anlässen rezitiert werden. Vor der Einrichtung staatlicher Hauptschulen war der Dorftempel die Ausbildungsstätte der meisten thailändischen Jungen. Der Tempeldienst als Dek wat galt als Voraussetzung für eine höhere Ausbildung und als einzige Bildungsmöglichkeit für die meisten thailändischen Bauern. Mit der Schaffung eines staatlichen Bildungssystems in Thailand ist die Zahl der als Dek wat lebenden Kinder erheblich gesunken. Dennoch führen zahlreiche staatliche Schulen ihre Arbeit nach den Prämissen des lokalen Dorftempels fort.
Nach dem (zumindest vierjährigen) Dienst als Dek wat wird ein angehender Mönch gewöhnlich zum Novizen (sāmanera  in Pāli oder nen - เณร in Thai) ordiniert. Die Novizen leben wie die Mönche nach den Regeln, die im Patimokkha (Buddhistische Ordensregeln) fixiert sind, werden aber nicht förmlich zur Befolgung der gesamten Ordensregel verpflichtet. Weitere wesentliche Unterschiede zwischen Novizen und Mönchen bestehen darin, dass Novizen zumeist einen intensiveren Kontakt mit dem Elternhaus pflegen als die Mönche. Die Novizen nehmen nicht an der Verlesung der Ordensregel teil (auch nicht an der Beichte), die an den Uposatha-Tagen (Thai: วันพระ) erfolgt. Sie beteiligen sich offiziell auch nicht an den Mahlzeiten der Mönche im Tempel. Dies wird praktisch lediglich durch einen gewissen Abstand der Sitzplätze durchgeführt; mehr Bedeutung wird hingegen die Trennung zwischen Mönchen und Laien beigemessen.

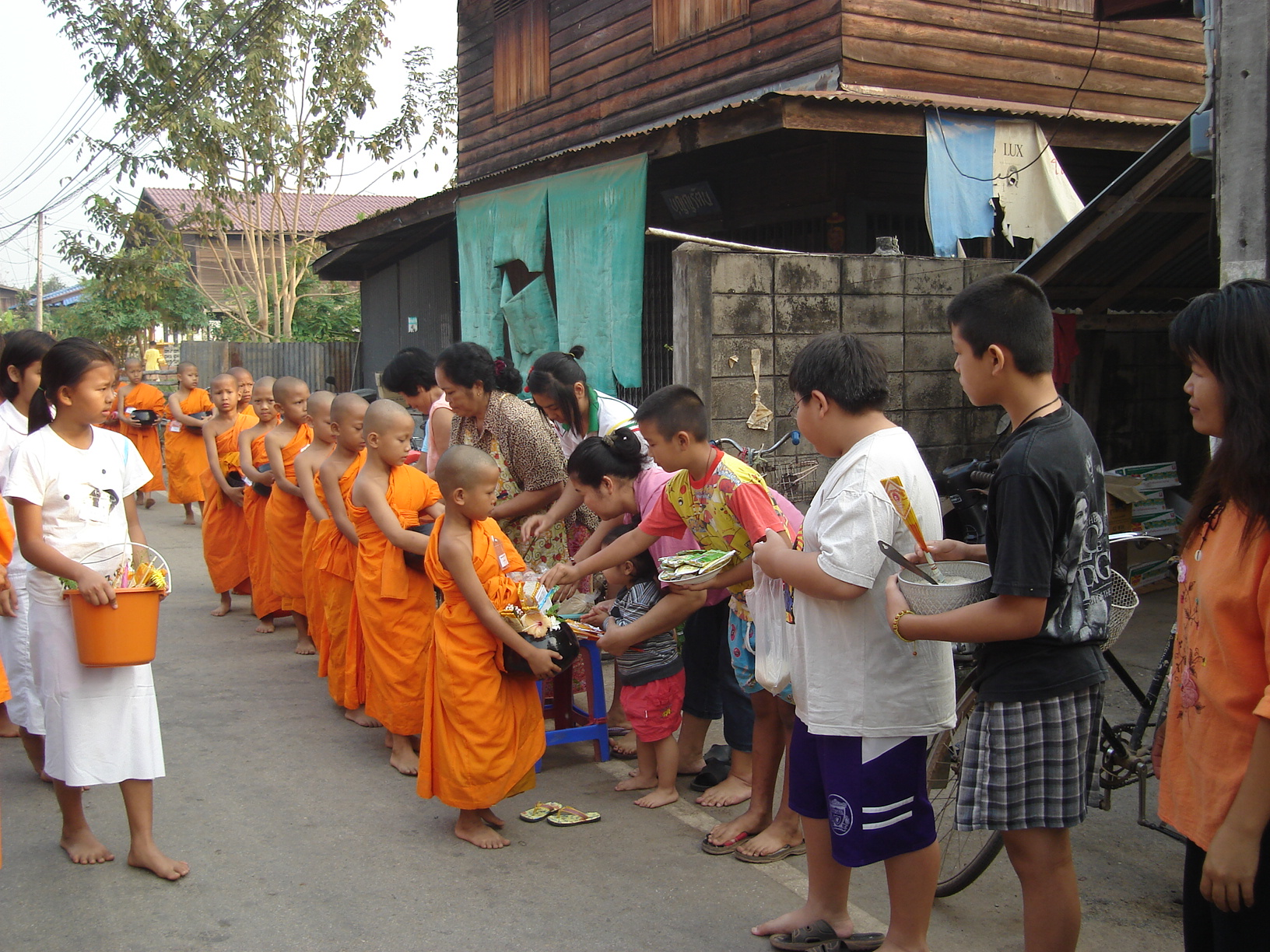
Novizen beim Pindabat (Almosengang). Uttaradit, Thailand

Die Dauer eines Noviziats beläuft sich gewöhnlich auf ein bis zwei Jahre. Mit 20 Jahren haben Novizen sich für die höhere Weihe Upasampadā qualifiziert, die sie zum vollen Bhikkhu macht. Ein Novize wird in seiner Ordination zwar offiziell von den Eltern gefördert, aber auf dem Lande ist das gesamte Dorf beteiligt, indem es die Robe, die Bettelschale und weitere Utensilien des Mönchslebens zur Verfügung stellt.
Die Ordination auf Zeit ist unter thailändischen Buddhisten die Regel. Die meisten jungen Männer werden traditionell für eine Regenzeit (in Pāli Vassa, in Thai Phansa - พรรษา, siehe: Khao Phansa - เข้าพรรษา) ordiniert. Wer über seine erste Vassa hinaus Mönch bleibt, bleibt dies gewöhnlich für die Dauer von ein bis drei Jahren. In dieser Zeit wirkt der Mönch mit an den religiösen Zeremonien in den Dörfern der Umgebung und kann weitere Fertigkeiten im Lesen und Schreiben (möglicherweise einschließlich Kham- oder Tham-Schrift, der traditionellen Sprache religiöser Texte) erwerben. Nach diesem Zeitabschnitt kehren die meisten jungen Mönche in ihr früheres Leben zurück, heiraten und gründen eine Familie. Eine Zeit als Mönch gilt als Vorbedingung für zahlreiche Führungspositionen innerhalb der dörflichen Hierarchie. Die meisten Dorfältesten oder -führer waren einst Mönche wie auch die meisten traditionellen Heiler, Geisterbeschwörer, Astrologen und Wahrsager.
Mönche, die nicht in das Alltagsleben zurückkehren, spezialisieren sich entweder auf die Gelehrsamkeit oder die Meditation. Die sich auf Gelehrsamkeit spezialisieren, besuchen gewöhnlich die regionalen Ausbildungszentren, um die Pāli-Sprache und die heiligen Schriften zu studieren und können dies später in den Kloster-Hochschulen in Bangkok fortsetzen. Der Weg der Gelehrsamkeit wird auch von den Mönchen eingeschlagen, die eine Laufbahn in der geistlichen Hierarchie anstreben, da Beförderungen innerhalb des staatlich gelenkten Systems von der Qualifikation in Pāli und buddhistischer Philosophie abhängen.
Mönche, die sich auf Meditation spezialisieren, suchen Anschluss an einen bekannten Meister der Meditationstradition, bei dem sie einige Jahre studieren. „Meditationsmönche“ werden in der thailändischen Gesellschaft als im Besitz hoher Tugenden und als Quelle bestimmter übernatürlicher Mächte sehr geschätzt. Ironischerweise müssen gerade Mönche der Waldtradition angesichts der Zudringlichkeit enthusiastischer Verehrer, die bei ihnen Segen und Zuwendung suchen, häufig um Zeit und Rückzugsmöglichkeiten für die eigene Meditation kämpfen.

## Frauen im thailändischen Buddhismus
Anders als in Myanmar und Sri Lanka, hat sich die theravadische Bhikkhuni-Tradition in Thailand nie etabliert. Infolgedessen lehnen die Thai die Vorstellung von Frauenorden ab; stattdessen erwartet man, dass sie als Laienjüngerinnen leben und Verdienste erwerben in der Hoffnung auf eine Wiederverkörperung als männlicher Buddhist in einem künftigen Leben. Infolgedessen beschränken sich weibliche Laien auf die Teilnahme am allgemeinen religiösen Leben, entweder bei religiös verdienstvollen Kollektivritualen oder indem sie Hausarbeiten am Tempel verrichten. Eine kleinere Zahl Frauen entschließt sich zur Laufbahn als Mae Chi, nicht-ordinierte religiöse Spezialistinnen nach strenger Observanz der acht beziehungsweise zehn Gebote (Sila - ศีลแปด). Mae Chi finden im Allgemeinen keineswegs die gleiche Unterstützung wie die ordinierten Mönche. Ihre Position in der thailändischen Gesellschaft ist umstritten.
Jüngste Bemühungen, die Bhikkhuni-Tradition nach dem Vorbild Sri Lankas stärker in den thailändischen Buddhismus einzuführen und die Position von Frauen zu verbessern, erfuhren – anders als vergleichbare Veränderungen im Nachbarland – heftigen Widerstand. Frauen, die eine Ordination anstrebten, klagte man des Versuchs an, das Mönchsleben unzulässigerweise nachzuahmen (in Thailand ein Delikt); ihre Aktivität wurde von zahlreichen Mitgliedern der geistlichen Hierarchie verurteilt. Der Haupteinwand gegen die Wiedereinführung eines Frauenordens besteht darin, dass die Klosterregel die Anwesenheit von jeweils fünf ordinierten Mönchen und Nonnen für jede Bhikkhuni-Ordination erfordert. Ohne solch ein Quorum sei es unmöglich, neue Bhikkhuni zu ordinieren.
Eine Gruppe von Frauen um die Nonne Dhammananda Bhikkhuni bemüht sich deshalb um eine Ordination als Bhikkhuni in Sri Lanka, wodurch in einigen Jahren das erforderliche Quorum von thailändischen Frauen für eine Ordination in Thailand entstehen könnte. Das Verbot der Bhikkhuni-Ordination erstreckt sich paradoxerweise auch auf Frauen, die in westlichen Ländern in den Orden der Waldtradition eingetreten sind. Die Ordination von vier Frauen zu Bhikkhunis führte im Herbst 2009 zum Ausschluss des aus England stammenden Mönchs Ajahn Brahmavamso aus der Waldtradition für seine Person und sein australisches Kloster.

## Ausbreitung des Buddhismus in Thailand
Die Geschichte des Buddhismus im heutigen Thailand ist, neben vielen anderen Quellen, in verschiedenen Chroniken festgehalten, die man als Wat-Chroniken (Wat chronicles, auch Buddha-sasana chronicles, also buddhistische Chroniken) bezeichnet. Die frühesten stammen aus dem 15. und 16. Jahrhundert: die Mulasasana-, die Camadevivamsa- und die Jinakalamali-Chronik.
Historiker und Archäologen geben unterschiedliche Daten für die Einführung des Buddhismus auf dem Gebiet des heutigen Thailand an. Manche führen sie auf den altindischen Herrscher Ashoka zurück, der im 3. Jahrhundert vor Christus lebte und buddhistische Missionare aussandte. In den Provinzen Kanchanaburi und Nakhon Pathom sind viele frühe Bildnisse des Buddha gefunden worden.
Wahrscheinlich kamen Händler aus Indien auf dem Seeweg nach Südthailand und siedelten sich dort an oder zogen weiter nach Kambodscha und Annam, im heutigen Vietnam. Aufgrund archäologischer Funde und historischer Inschriften können vier Stufen der Einführung des Buddhismus in Thailand ausgemacht werden:
1. Früher Theravada-Buddhismus (Hinayana-Richtung oder südlicher Buddhismus) im 3. Jahrhundert vor Christus
2. Mahayana-Buddhismus (nördliche Sekte) im 7. Jahrhundert
3. Theravada-Buddhismus des Bagan-Reichs (auch Pukam) im 11. Jahrhundert
4. Lanka (Lankavamsa oder Lankavong), Theravada-Buddhismus im 13. Jahrhundert

Der Lankavong-Theravada-Buddhismus bildet die Grundlage für die heutige Staatsreligion in Thailand. Die Mönche, die dem Lankavong-Zweig angehörten, siedelten zunächst meist in Waldklöstern und benutzten das Pali als Sprache religiöser Zeremonien, was sie von den Mönchen von Sukhothai abhob, die Sanskrit benutzten. Später wurde unter König Ramkhamhaeng (im 13. und 14. Jahrhundert) eine gewisse Einheit der beiden Schulrichtungen erreicht und die Sangha unter königlichen Schutz gestellt. Dennoch bestanden weiterhin zwei Richtungen unter den Mönchen:
- Araññavasi, in der Tradition der Waldmönche auf die Meditation ausgerichtet
- Gamavasi, die hauptsächlich in den Siedlungen lebten und die Schriften studierten.

Unter König Ramkhamhaeng wurde die Funktion des Patriarchen (Sangharaja, thailändisch พระสังฆราช) eingeführt, der als geistliches Oberhaupt der Theravada-Buddhisten wirkt. Der Enkel Ramkhamhaengs, König Li Thai, begründete im 14. Jahrhundert die Tradition, sich für einige Zeit in ein buddhistisches Kloster zurückzuziehen. Diesem Beispiel folgten die Könige in Ayutthaya und Bangkok; so war zum Beispiel König Boromatrailokanat (reg. 1448 bis 1488) acht Monate als Mönch im Kloster Chulamani in Phitsanulok ordiniert. Nach siamesischen Chroniken wurden gleichzeitig weitere 2388 Männer ordiniert.
Der Buddhismus behielt seitdem seine Bedeutung für die thailändische Gesellschaft. So sandte der ceylonesische König Kirtisiri (1747 bis 1781) eine Delegation nach Siam, um die Ordinierung buddhistischer Mönche in Ceylon neu aufzunehmen. König Boromakot erklärte sich einverstanden und entsandte eine Gruppe von Mönchen unter Phra Upali Mahathera und Phra Ariyamuni Thera gemeinsam mit einem königlichen Gesandten nach Ceylon.
Auch die Könige der Chakri-Dynastie bemühten sich ab dem 18. Jahrhundert um den Theravada-Buddhismus als Staatsreligion und förderten die Lehre und Verehrung durch die Herausgabe von Schriften und die Stiftung von Wats unter königlichem Patronat. König Rama IV. Mongkut (reg. 1851 bis 1868) war selbst 27 Jahre lang Mönch, bevor er den Thron Siams bestieg. Unter König Rama V. Chulalongkorn (reg. 1868 bis 1910) wurde besonderer Wert auf die Ausbildung der Mönche gelegt. Während dieser Zeit erfolgte auch die Gründung der beiden buddhistischen Universitäten des Landes, der Mahachulalongkornrajavidyalaya-Universität und der Mahamakut-Universität.
Der 2016 verstorbene König Bhumibol Adulyadej (Rama IX., reg. 1946–2016) zog sich im Oktober 1956 für 15 Tage im Wat Bowonniwet zurück. Der amtierende König Maha Vajiralongkorn (reg. seit 2016) zog sich 1978 wie sein Vater für 15 Tage als Novize im Wat Bowonniwet zurück.